# How Could Hell Be Any Worse?
How Could Hell Be Any Worse? est le premier album du groupe de punk rock américain Bad Religion, sorti le 19 janvier 1982 chez Epitaph Records. Sorti un an après leur premier EP, l'album fut financé par un prêt de 3000 $ par le père du guitariste Brett Gurewitz. Le succès de l'album surprit tout le groupe puisque l'album s'écoulera à 10.000 exemplaires en moins d'un an

## Liste des morceaux
| No  | Titre                           | Durée |
| --- | ------------------------------- | ----- |
| 1.  | We're Only Gonna Die            | 2:12  |
| 2.  | Latch Key Kids                  | 1:38  |
| 3.  | Part III                        | 1:48  |
| 4.  | Faith In God                    | 1:50  |
| 5.  | Fuck Armageddon... This Is Hell | 2:48  |
| 6.  | Pity                            | 2:00  |
| 7.  | In the Night                    | 3:25  |
| 8.  | Damned to Be Free               | 2:12  |
| 9.  | White Trash (Second Generation) | 2:21  |
| 10. | American Dream                  | 1:41  |
| 11. | Eat Your Dog                    | 1:04  |
| 12. | Voice of God Is Government      | 2:54  |
| 13. | Oligarchy                       | 1:01  |
| 14. | Doing Time                      | 3:00  |

## Composition du groupe pour l'enregistrement
- Greg Graffin : chant
- Brett Gurewitz : guitare
- Jay Bentley : basse
- Pete Finestone : batterie sur les pistes 1, 3, 4, 6, 7 et 13
- Jay Ziskrout : batterie sur les pistes 2, 5, 8, 12 et 14
- Greg Hetson : solo de guitare sur Part III